# Callimetopus cynthia
Callimetopus cynthia es una especie de escarabajo longicornio del género Callimetopus,  subfamilia Lamiinae. Fue descrita científicamente por Thomson en 1865.
Se distribuye por Filipinas. Mide 16-20 milímetros de longitud.